# Бергер, Лора
Лора Бергер (нем. Lore Berger; 17 декабря 1921, Базель — 14 августа 1943, Базель) – швейцарская германоязычная писательница.
Родилась в учительской семье. С 1939 года училась в Университете Базеля, где изучала немецкую литературу и язык. В 1941 году добровольно записалась на военную службу, прослужив до 1943 года конторской служащей в суде. Страдала от нервной анорексии.
В 1943 году вышел роман Бергер «Der barmherzige Hügel», написанный ею в рамках литературного конкурса. Роман рассказывал о безысходности военного поколения. 14 августа 1943 года Лора Бергер бросилась в озеро в горах кантона Базель-Штадт. Именно такой способ самоубийства выбрала Лора Бергер для главной героини своего первого романа. Интерес к её романам был во многом продиктован именно параллелями с жизнью писательницы. В 1944 году, посмертно, был опубликован роман «Eine Geschichte gegen Thomas».
В 1981 году роман «Der barmherzige Hügel» был переиздан, переведён на французский и итальянский языки. В том же году немецким режиссёром Битом Кюртом (нем. Beat Kuert) был снят фильм «Die Zeit ist böse».